# Korona Tory

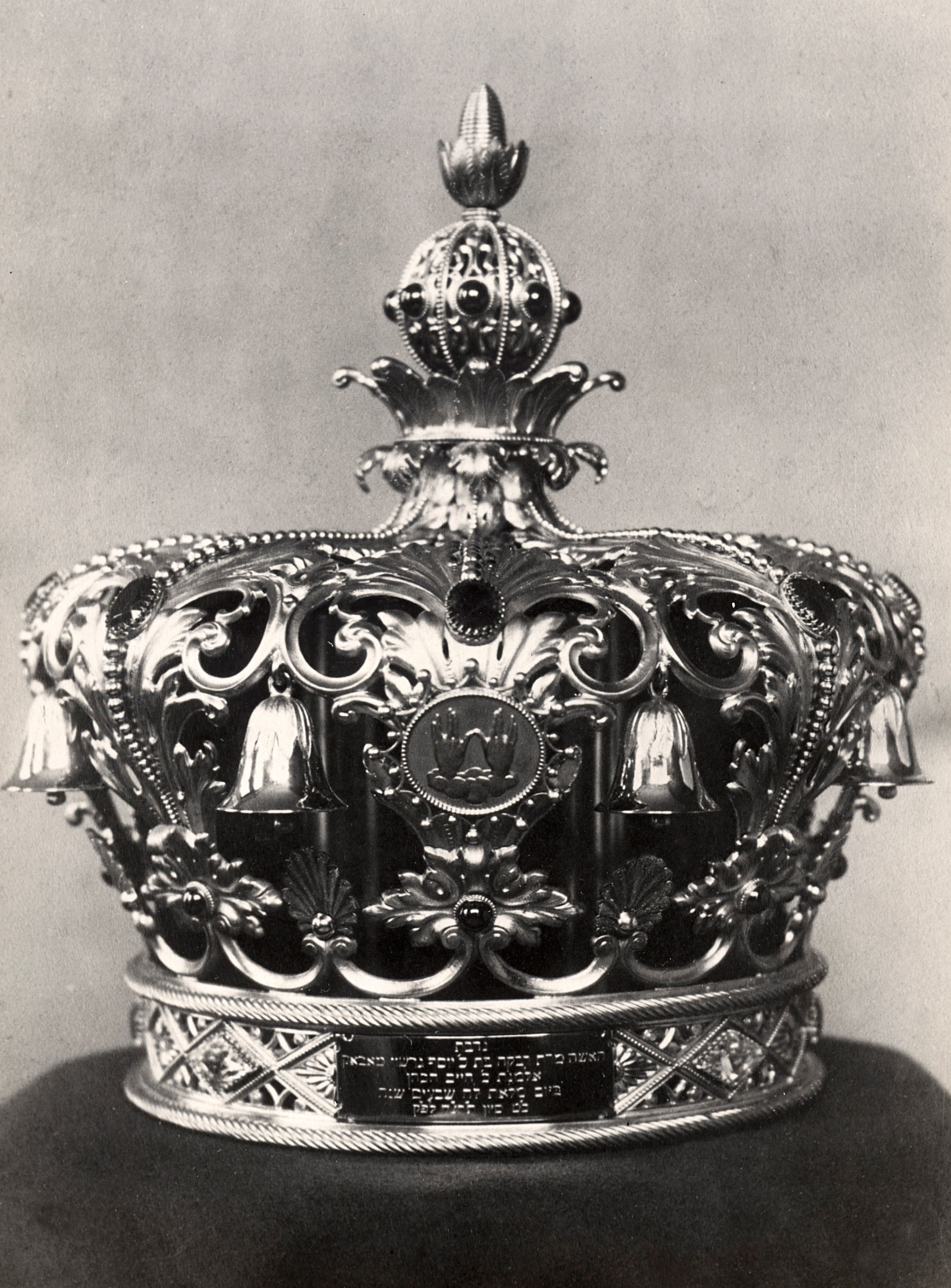
Korona Tory

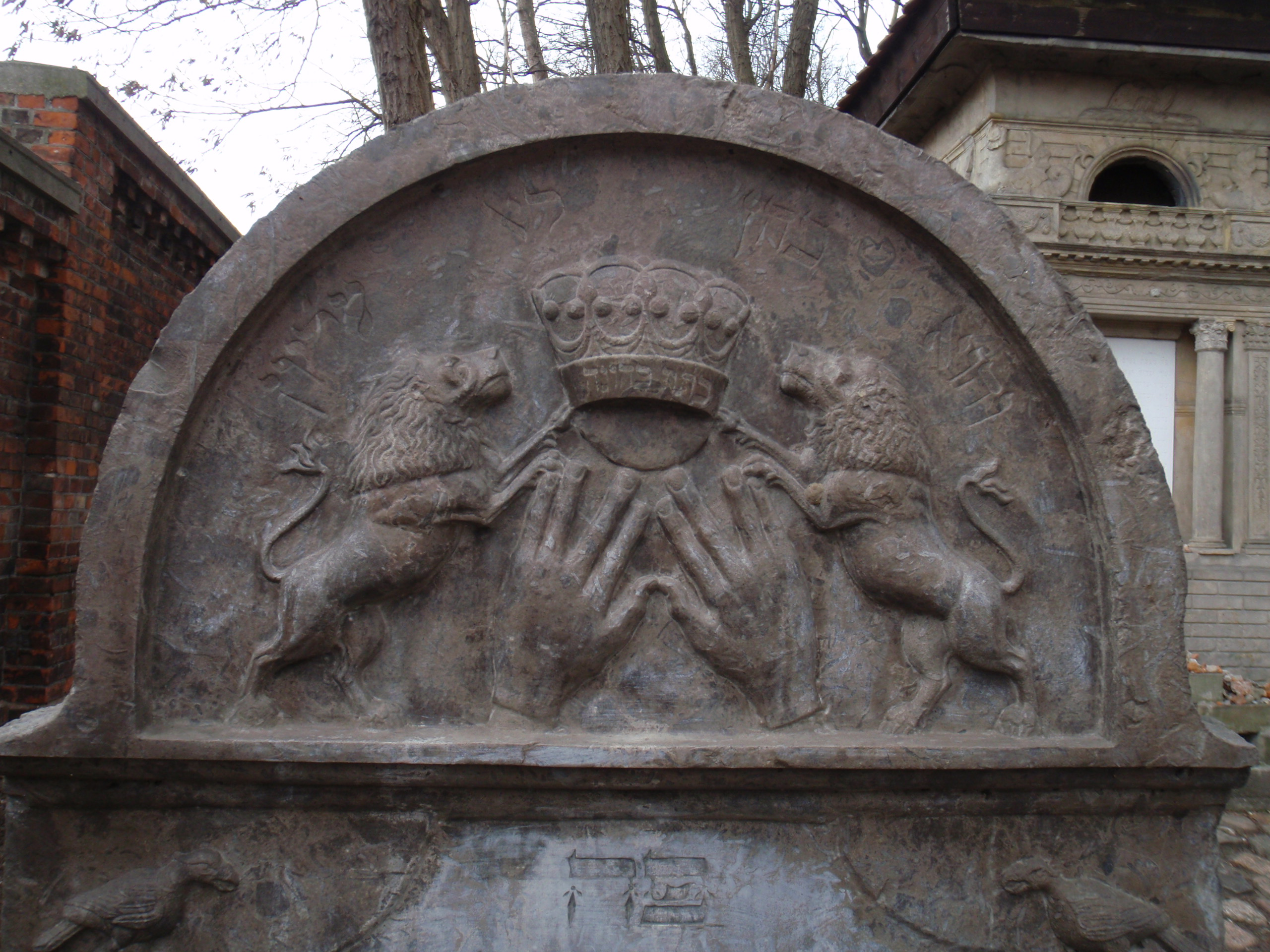
Detal nagrobka - płaskorzeźba przedstawiająca m.in. koronę - na cmentarzu żydowskim na Woli w Warszawie

Korona Tory (hebr. כתר תורה Keter Tora) – jedna z ozdób zewnętrznych zwoju Tory w kształcie korony, używana podczas największych świąt religijnych. Umieszczana jest na szczycie zwoju. 
Pierwsze wzmianki o zwyczaju przystrajania zwojów koroną pochodzą z X–XI wieku, korony upowszechniły się jednak dopiero w XVII wieku. Zwyczaj ten pochodzić może z traktatu Pirke Awot 4,17. Podobnie jak rimonim, korona przyozdabiana jest dzwonkami. Symbolicznie korona oznacza uznanie mądrości, świętości i władzy Tory nad wyznawcami judaizmu.
Korona Tory jest również częstym motywem pojawiającym się na żydowskich nagrobkach. Wówczas symbolizuje, że osoba zmarła była wyjątkowo pobożna, posiadała znajomość ksiąg religijnych. Może również obrazować fakt, że zmarły był cenionym członkiem społeczności.